# Пырейник сибирский
Пырейник сибирский (также Волоснец сибирский; лат. Elymus sibiricus) — многолетнее травянистое растение; вид рода Пырейник (Elymus) семейства Злаки (Poaceae). Типовой вид рода Пырейник.

## Ботаническое описание
Дерновинный рыхлокустовой многолетний злак ярово-озимого типа с поникающими колосьями. Корневая система мочковатая, хорошо развитая, проникает на глубину 120—150 см. Куст плотный, многостебельный. Стебли высотой 60-120 см, прямые, гладкие, на генеративном побеге 4-5, на вегетативном — 5-6 листьев. Листья линейные, плоские (реже свёрнутые), с обеих сторон шероховатые (чаще снизу шероховатые, сверху голые или усаженные длинными рассеянными волосками), иногда слабоволосистые, слабозазубренные, 15-30 см длиной, 3-13 мм шириной. Соцветие — рыхлые свисающие вниз колосья, иногда довольно густые, со слабой извилистой осью, шириной 0,8-1,4 см, длиной 10-25 см. Колоски, особенно в средней части, сидят по два на уступе колоса. Колосковые чешуи в 2-3 раза короче цветка, с 1-5 шероховатыми жилками, от линейных до ланцетных, на верхушке с остью 1-10 мм длиной. Нижние цветковые чешуи обычно шероховатые, реже с шипиками лишь по жилкам, верхние цветковые чешуи с короткими шипиками по килям. В колосе 13-30 колосков. Ось колоска с очень короткими шипиками, иногда почти голая. В колоске 5-7 цветков, ость нижней цветковой чешуи изогнутая, длиной 2-4 мм. Плод — продолговатая плёнчатая зерновка серовато-соломенного цвета, длиной 6-22 мм. В одном колосе 50-100 зёрен. Вес 1000 зёрен — 2-5,5 г. Число хромосом 2n=28.

## Распространение и местообитание
В России широко распространен от Волги до Камчатки, во всех областях Сибири и Дальнего Востока, в Бурятии. 
Встречается в Китае (в провинциях Ганьсу, Хэбэй, Хэйлунцзян, Хэнань, Внутренняя Монголия, Нинся, Цинхай, Шэньси, Шаньси, Сычуань, Синьцзян, Юньнань и Тибетском автономном районе), Индии, Японии, Корее, Монголии, Непале, в США на Аляске.

## Синонимика
По данным The Plant List на 2010 год, в синонимику вида входят:
- Bromus dubius Jacq. ex Hook.f. [Invalid]
- Clinelymus sibiricus (L.) Nevski
- Clinelymus yubaridakensis Honda
- Elymus krascheninnikovii (Roshev.) Roshev.
- Elymus pendulosus Hodgs.
- Elymus praetervisus Steud.
- Elymus racemosus Poir. [Illegitimate]
- Elymus ramosus Desf.
- Elymus sibiricus var. brachystachys Keng
- Elymus sibiricus var. erectiusculus L.B.Cai
- Elymus tener L.f.
- Elymus yesoensis Honda
- Elymus yubaridakensis (Honda) Ohwi
- Hordeum adpressum Moench
- Hordeum sibiricum (L.) Schenck
- Triticum arctasianum F. Herm.
- Triticum arktasianum F.Herm.

## Хозяйственное значение
Сенокосное и силосное, в меньшей степени пастбищное растение, сено до колошения высокого качества (ость жёсткая и шероховатая), за лето дает до 3 укосов. После скашивания отавы почти не дает. Сено волоснеца поедается хуже, чем сено других кормовых злаков. На пастбище хорошо поедается до колошения, затем грубеет. Облиственность растений достигает до 32,7%. Наиболее высокий урожай сена бывает на второй - четвёртый годы. В травостое держится шесть и более лет. Развивается быстро и даёт устойчивые урожаи сена в годы после суровой зимы с сухим летом. 
Культура самая солеустойчивая. Корневая система мочковатая. Вес 1000 семян 2,7-3,5 г. 
Растение холодостойкое. Хорошо переносит заморозки. Семена прорастают в поле при температуре -5-6°. В год посева развивается сравнительно медленно и к осени достигает фазы колошения или цветения, редко созревает. Вполне зрелые семена получаются только при подземных сроках сева. Отрастает весной - в конце апреля - начале мая, колосится в середине июня, цветёт в начале июля, созревает к концу июля - началу августа. Растет на различных почвах, но на кислых даёт урожаи после известкования. 
В условиях Омской области урожай сена - до 30 ц/га. Урожай колеблется от 3-12 ц/га в Бурятии до 90-140 ц/га в Центральной Якутии. В Якутии используется в составе газонных трав, можно использовать для закрепления песков и оврагов. 
В 100 кг зелёной массы содержится 24 корм, ед., 2,2 кг переваримого протеина - на 1 корм. ед. приходится 92 г. переваримого протеина, в 100 кг сена - 61,3 корм. ед и 9,2 кг переваримого протеина.
В Кокчетавской области районирован сорт Гуран для коренного улучшения пастбищ. Срок посева - ранняя осень и ранняя весна. При осеннем сроке посева получены лучшие результаты в сравнении с весенним. Способ посева сплошной с нормой высева 7-9 млн. всхожих семян (30-40кг/га)